# Dichorisandra penduliflora
Dichorisandra penduliflora är en himmelsblomsväxtart som beskrevs av Carl Sigismund Kunth. Dichorisandra penduliflora ingår i släktet Dichorisandra och familjen himmelsblomsväxter. Inga underarter finns listade.